# Mîhailivka, Oceac
Mîhailivka (în ucraineană Михайлівка) este un sat în comuna Kozîrka din raionul Oceac, regiunea Mîkolaiiv, Ucraina.

## Demografie
Componența lingvistică a localității Mîhailivka
     Ucraineană (67,65%)
     Rusă (32,35%)
Conform recensământului din 2001, majoritatea populației localității Mîhailivka era vorbitoare de ucraineană (67,65%), existând în minoritate și vorbitori de rusă (32,35%).